# فرکانس ماتسوبارا
مجموع فرکانس ماتسوبارا (برگفته از نام تاکئو ماتسوبارا)، در نظریه میدان کوانتومی حرارتی، تکنیکی برای ساده سازی محاسبات انتگرال مسیر است.
در نظریه میدان کوانتومی حرارتی، میدان‌های کوانتومی بوزونی و فرمیونی {\displaystyle \phi (\tau )} به ترتیب در زمان موهومی {\displaystyle \tau } به صورت دوره‌ای یا پاد دوره‌ای هستند، با دوره‌ای بودن {\displaystyle \beta =\hbar /k_{\rm {B}}T}. جمع‌بندی ماتسوبارا به تکنیکی اشاره دارد که این میدان‌ها را در سری‌های فوریه بسط می‌دهد.
{\displaystyle \phi (\tau )={\frac {1}{\sqrt {\beta }}}\sum _{n}e^{-i\omega _{n}\tau }\phi (i\omega _{n})\Leftrightarrow \phi (i\omega _{n})={\frac {1}{\sqrt {\beta }}}\int _{0}^{\beta }d\tau \ e^{i\omega _{n}\tau }\phi (\tau ).}
فرکانس ها {\displaystyle \omega _{n}} فرکانس های ماتسوبارا نامیده می شوند و از هر یک از مجموعه های زیر (با {\displaystyle n\in \mathbb {Z} }):
فرکانس‌های {\displaystyle \omega _{n}} فرکانس‌های ماتسوبارا نامیده می‌شوند و مقادیرشان را از هر یک از مجموعه‌های زیر می‌گیرند (با {\displaystyle n\in \mathbb {Z} }):
فرکانس های بوزونی: {\textstyle \omega _{n}={\frac {2n\pi }{\beta }}}
فرکانس های فرمیونی: {\displaystyle \omega _{n}={\frac {(2n+1)\pi }{\beta }}}
که به ترتیب شرایط مرزی دوره ای و ضد دوره ای را بر میدان {\displaystyle \phi (\tau )} اعمال می کنند.
هنگامی که چنین جایگزینی‌هایی انجام شود، نمودارهای کنش، به صورت یک جمع ماتسوبارا ظاهر می‌شوند.
{\textstyle S_{\eta }={\frac {1}{\beta }}\sum _{i\omega _{n}}g(i\omega _{n})}
این جمع همگرا خواهد بود اگر {\displaystyle g(z=i\omega )} به صفر در {\displaystyle z\to \infty } سریع تر از {\displaystyle z^{-1}} میل کند. جمع بر روی فرکانس های بوزونیک با علامت آماری {\displaystyle S_{\rm {B}}} (با {\displaystyle \eta =+1})، و فرکانس های فرمیونیک به عنوان {\displaystyle S_{\rm {F}}} (با {\displaystyle \eta =-1}) مشخص میشود.
علاوه بر نظریه میدان کوانتومی حرارتی، روش جمع فرکانس ماتسوبارا نقش مهمی در رویکرد نموداری مورد استفاده در فیزیک حالت جامد دارد. به ویژه اگر نمودارها را در دمای محدود در نظر بگیریم.
به طور کلی، در {\displaystyle T=0\,{\text{K}}}، نمودار فاینمن که با یک انتگرال نشان داده می شود {\displaystyle \int _{T=0}\mathrm {d} \omega \ g(\omega )}، در دمای محدود معادل مجموع {\displaystyle S_{\eta }} است. 